# Beckovská skalka
Beckovská skalka je přírodní památka v katastrálním území obce Beckov v okrese Nové Mesto nad Váhom v Trenčínském kraji na Slovensku. Území bylo vyhlášeno v roce 1983 a jeho rozloha je 0,39 hektaru. Předmětem ochrany vápencová skalka, která vystupuje z nivy Váhu. Skalní útvar je pozůstatkem druhohorní obalové série Považského Inovce.